# Iperpatia
L'iperpatia è un'aumentata percezione dolorosa di uno stimolo sensoriale ed è classificata tra le iperestesie. Il termine deriva dal greco hyper, oltre, e patheia, dolore ed è stato coniato nel 1927 dal medico tedesco Otfrid Foerster.
Differisce dall'iperalgesia che presenta una clinica sovrapponibile, sebbene sia solitamente limitata a piccole aree cutanee a causa della sua eziologia periferica; nell'iperpatia invece la sensazione dolorosa coinvolge grandi aree del corpo, sino a divenire talvolta generalizzata, dal momento che la sua causa è da attribuirsi a una lesione del sistema nervoso centrale, in particolar modo quelle legate al talamo. Si differenzia inoltre dall'allodinia, ovvero una percezione dolorosa in assenza di stimoli che possano provocare il dolore.
Tale condizione si realizza a causa di una riduzione generalizzata della soglia del dolore per stimoli sensoriali.